# Teren zjazdów NSDAP

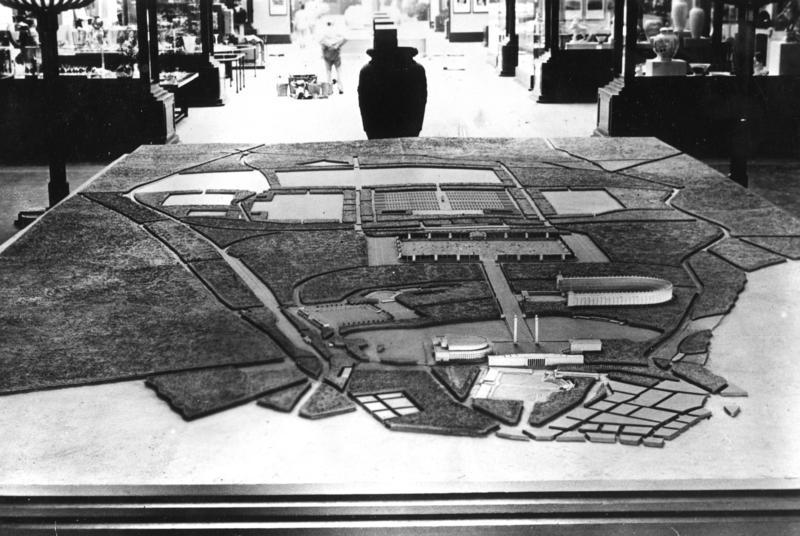
Makieta terenu zjazdów na Wystawie Światowej w Paryżu w 1937 roku

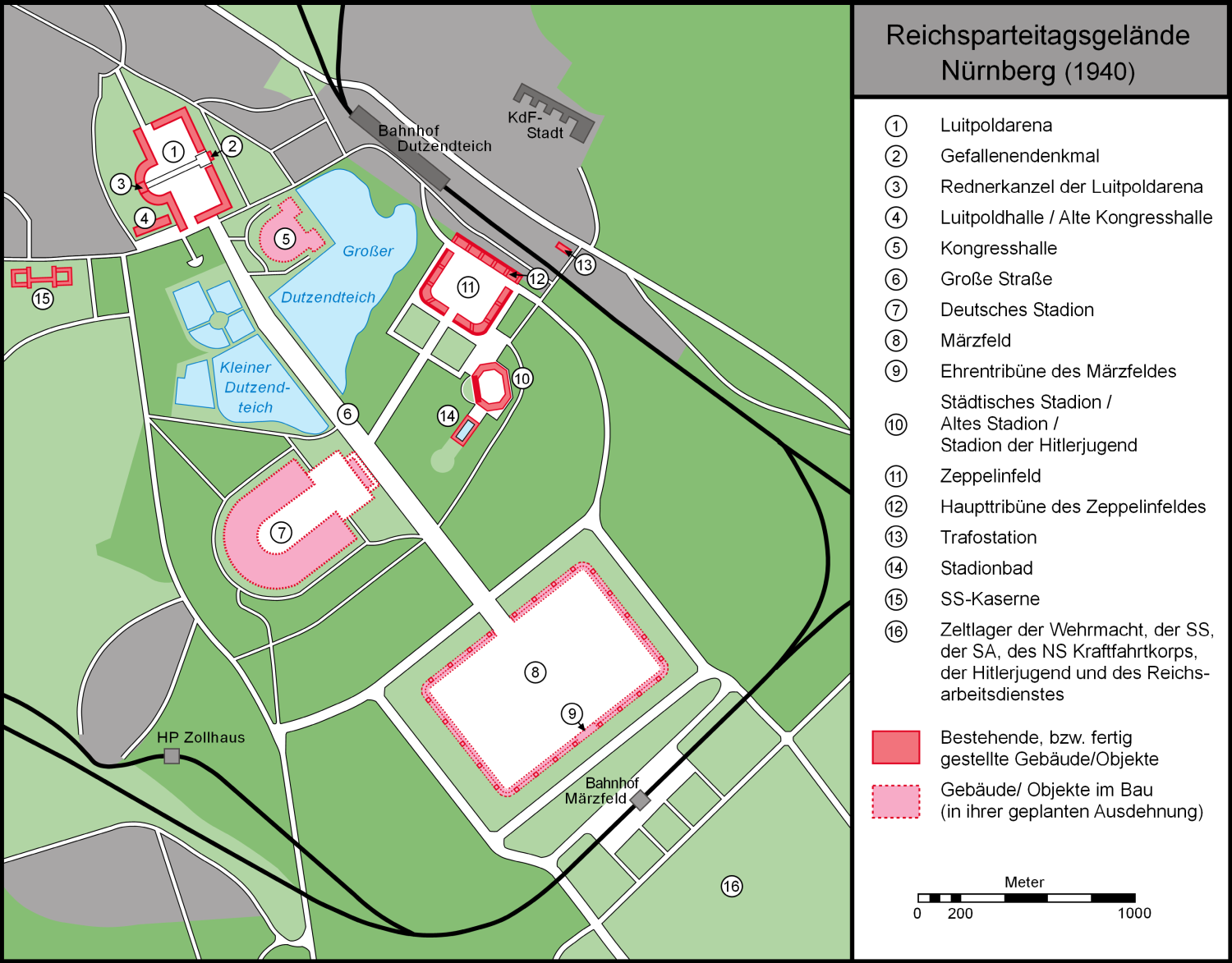
Plan terenu zjazdów w 1940 roku

Teren zjazdów NSDAP (niem. Reichsparteitagsgelände) – teren o powierzchni jedenastu kilometrów kwadratowych w południowo-wschodniej Norymberdze w Niemczech, na którym odbywały się zjazdy NSDAP w latach 1933–1938.

## Ogólna charakterystyka

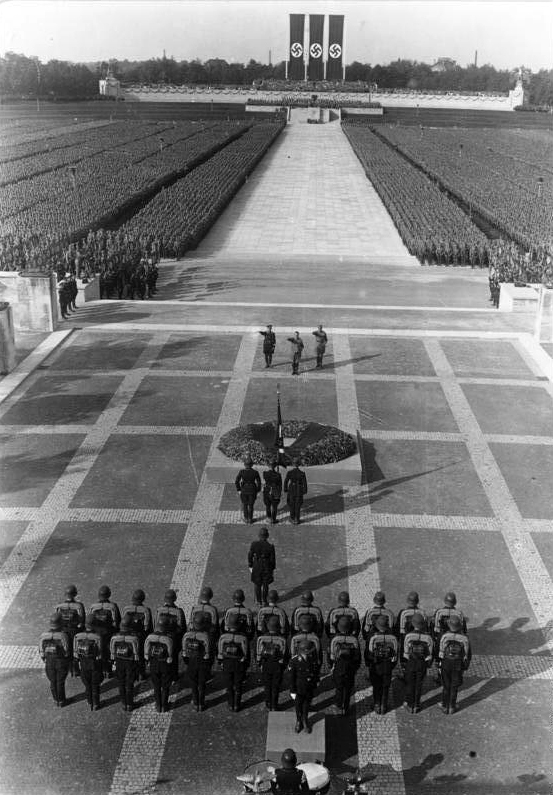
Zjazd NSDAP – Nürnberg 1934

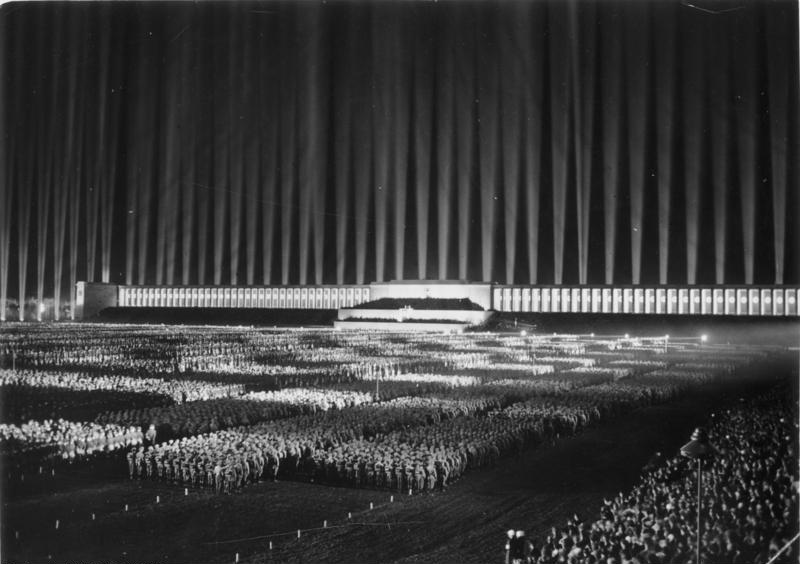
Zjazd NSDAP – Nürnberg 1936

Na terenie przeznaczonym do zjazdów znajdowały się:
- Luitpoldarena – pole, na którym odbywały się zjazdy;
- Luitpoldhalle lub inaczej stara Hala Kongresowa – zniszczona podczas wojny i ostatecznie rozebrana po wojnie;
- Kongresshalle lub inaczej nowa Hala Kongresowa – budowa nie została ukończona;
- Zeppelinfeld – kolejne pole, na którym odbywały się zjazdy;
- Märzfeld – plac przeznaczony dla parad Wehrmachtu;
- Deutsches Stadion – budowa nie została ukończona, miał to być największy stadion na świecie;
- Stadion der Hitlerjugend – stadion Hitlerjugend obecnie Frankenstadion;
- Große Straße (Wielka Droga) – przeznaczona dla parad wojskowych, jednak żadna się na niej nie odbyła.

Haus der Kultur oraz reprezentacyjne wejście w kierunku Große Straße zostały zaplanowane na północno-zachodnim końcu Große Straße, nieopodal nowej Hali Kongresowej.
Tylko Zeppelinfeld, Luitpoldarena, Große Straße, Luitpoldhalle zostały ukończone. Z kolei Kongresshalle, Große Straße i Zeppelin Feld od 1973 roku znajdują się pod ochroną konserwatora zabytków jako znaczący przykład architektury narodowego socjalizmu.
Teren zjazdów został zaprojektowany przez Alberta Speera, oprócz Hali Kongresowej zaprojektowanej przez Ludwiga i Franza Ruffa.
Obecnie teren jest pomnikiem historycznym, niemniej organizowane są tam wyścigi samochodowe.
30 sierpnia 1933 roku Hitler ogłosił Norymbergę „miastem zjazdów partii”. Zjazdy i uczestniczący w nich ludzie, którzy byli uformowani w jednostki mieli pokazywać sprawność państwa narodowo-socjalistycznego.

## Obiekty

### Luitpoldarena

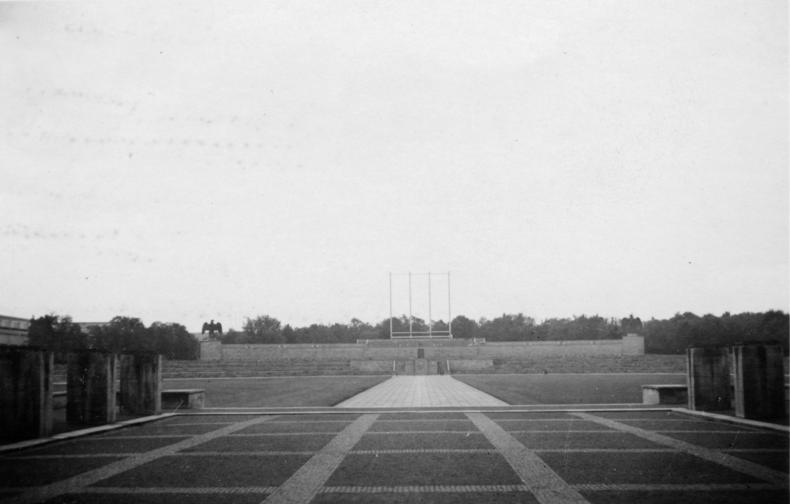
Luitpoldarena w 1942 roku

Od 1906 roku istniała tu aleja zwana Luitpoldhain. W czasach Republiki Weimarskiej (1919-1933) zbudowano tutaj Ehrenhalle (Hala Honoru).
W 1933 roku aleję zastąpiono przez stworzenie rozległego pola, które nazwano Luitpoldarena, zajmowało ono powierzchnię 84 tys. m². Naprzeciw Ehrenhalle wybudowano Ehrentribüne (Trybunę Honoru). Mierzyła ona 150 metrów długości, a na jej końcach umieszczone były sześciometrowe złote orły. Trybuna zaprojektowana przez Alberta Speera mogła pomieścić 500 dygnitarzy i była pierwszym trwałym obiektem wybudowanym przez nazistów w Norymberdze. Ehrenhalle oraz Ehrentribüne były ze sobą połączone granitowym, szerokim chodnikiem.

### Ehrenhalle

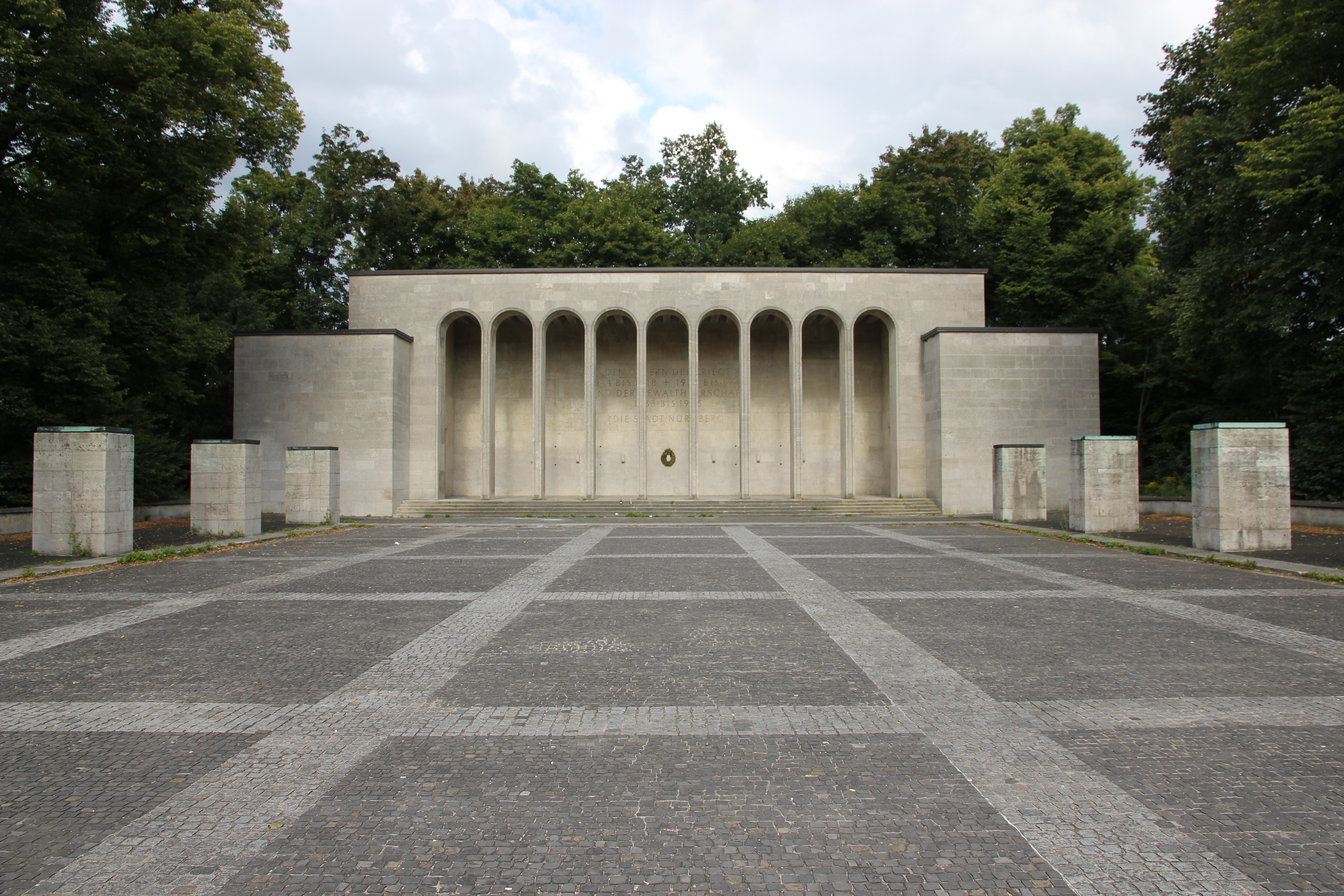
Ehrenhalle w roku 2010

Hala Honoru została zaprojektowana przez architekta Fritza Mayera. Została oddana do użytku w 1930 roku, czyli jeszcze przed dojściem Hitlera do władzy. Hala posiada arkady, do budynku przylega niewielki kamienny taras wzdłuż którego po obu stronach znajduje się rząd słupów na których płonął ogień. Wszystkie czternaście słupów istnieje do dziś i nie były zapalane od ostatniego zjazdu partii w 1938 roku. Pierwotnie hala była poświęcona pamięci 9855 żołnierzy z Norymbergi, którzy polegli w czasie I wojny światowej.
Podczas zjazdu partii w 1929 roku, nieukończona jeszcze Hala Honoru posłużyła nazistom do upamiętnienia poległych w tym czasie innych narodowych socjalistów. W czasach III Rzeszy hala służyła w pierwszym rzędzie upamiętnieniu poległych żołnierzy w I wojnie światowej oraz także upamiętnieniu szesnastu nazistów poległych podczas puczu monachijskiego 9 listopada 1923 roku. Hitler, Heinrich Himmler oraz Viktor Lutze podczas każdego zjazdu (oprócz zjazdu w 1933 roku) maszerowali od głównej trybuny przez granitowy chodnik do kamiennego tarasu przed Halą Honoru i unosili ręce w nazistowskim pozdrowieniu. Miało to na celu oddanie czci poległym.
Podczas zjazdów, na polu przed halą gromadziło się ok. 150 000 członków SA i SS. Centralną „relikwią” podczas spotkań był Sztandar krwi, który zawsze był wnoszony i trzymany przez Jakoba Grimmingera, jednego z uczestników puczu w 1923 roku. Podczas uroczystości Blutfahnenweihe nowe sztandary zostawały „poświęcone” poprzez dotknięcie z nimi Krwawego sztandaru.
Dzisiaj hala jest poświęcona ofiarom I wojny światowej i II wojny światowej. Po 1945 roku władze Norymbergi ponownie zamieniły obszar w park.
Wszystkie budynki z czasów narodowego socjalizmu w pobliżu hali zostały zniszczone, pozostawiono fragment głównej trybuny.

### Luitpoldhalle
Luitpoldhalle zbudowana w 1906 roku, miała 180 m długości i 50 szerokości mieściła 16 tys. ludzi, zawierała 72 głośniki i 42 lampy świetlne. Dawniej służyła jako hala maszyn została odnowiona i po raz pierwszy użyta podczas zjazdu w 1934 roku. Była to monumentalna neoklasyczna hala z trzema ogromnymi portalami wejściowymi. W tym budynku zaakceptowano Ustawy norymberskie w 1935 roku. Budynek hali został zniszczony 29 sierpnia 1942 przez aliancki nalot bombowy, później powstał tam parking. Schody prowadzące do resztek budynku istnieją do dziś.

### Kongresshalle

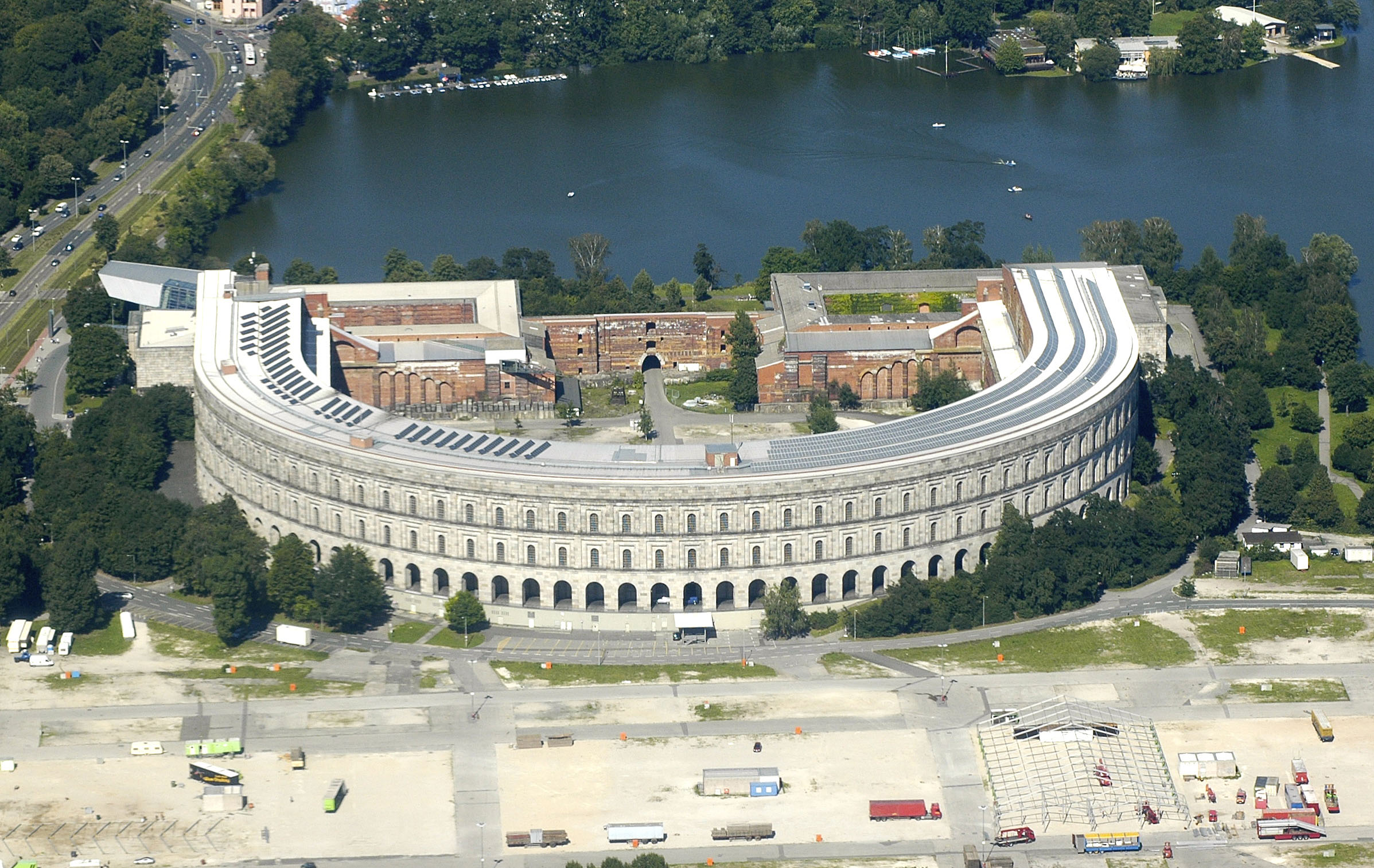
Kongresshalle

Kongresshalle, inaczej nowa Hala Kongresowa jest największym zachowanym do dziś budynkiem z okresu narodowego socjalizmu. Hala została zaprojektowana przez Ludwiga i Franza Ruffów. Była planowana jako centrum kongresowe NSDAP i miała pomieścić 50 000 ludzi. Została ulokowana nad brzegiem niewielkiego jeziora Dutzendteich i przy wejściu na teren zjazdów. Budynek ma 39 metrów wysokości (miał mieć jednak więcej kondygnacji i być zadaszony, a jego wysokość miała wynieść 70 metrów) i 205 metrów średnicy. Fasada budynku jest wykonana z granitu. Projekt (szczególnie fasada) była inspirowana rzymskim Koloseum. Kamień węgielny pod budowę został położony w 1935 roku, budynek nie został jednak ukończony i nie posiada dachu. Od 2001 roku znajduje się tam Dokumentationszentrum Reichsparteitagsgelände ze stałą wystawą Faszination und Gewalt (Fascynacja i Terror), która znajduje się w północnym skrzydle. W południowym skrzydle mieści się Serenadenhof i Nürnberger Symphoniker.

### Große Straße

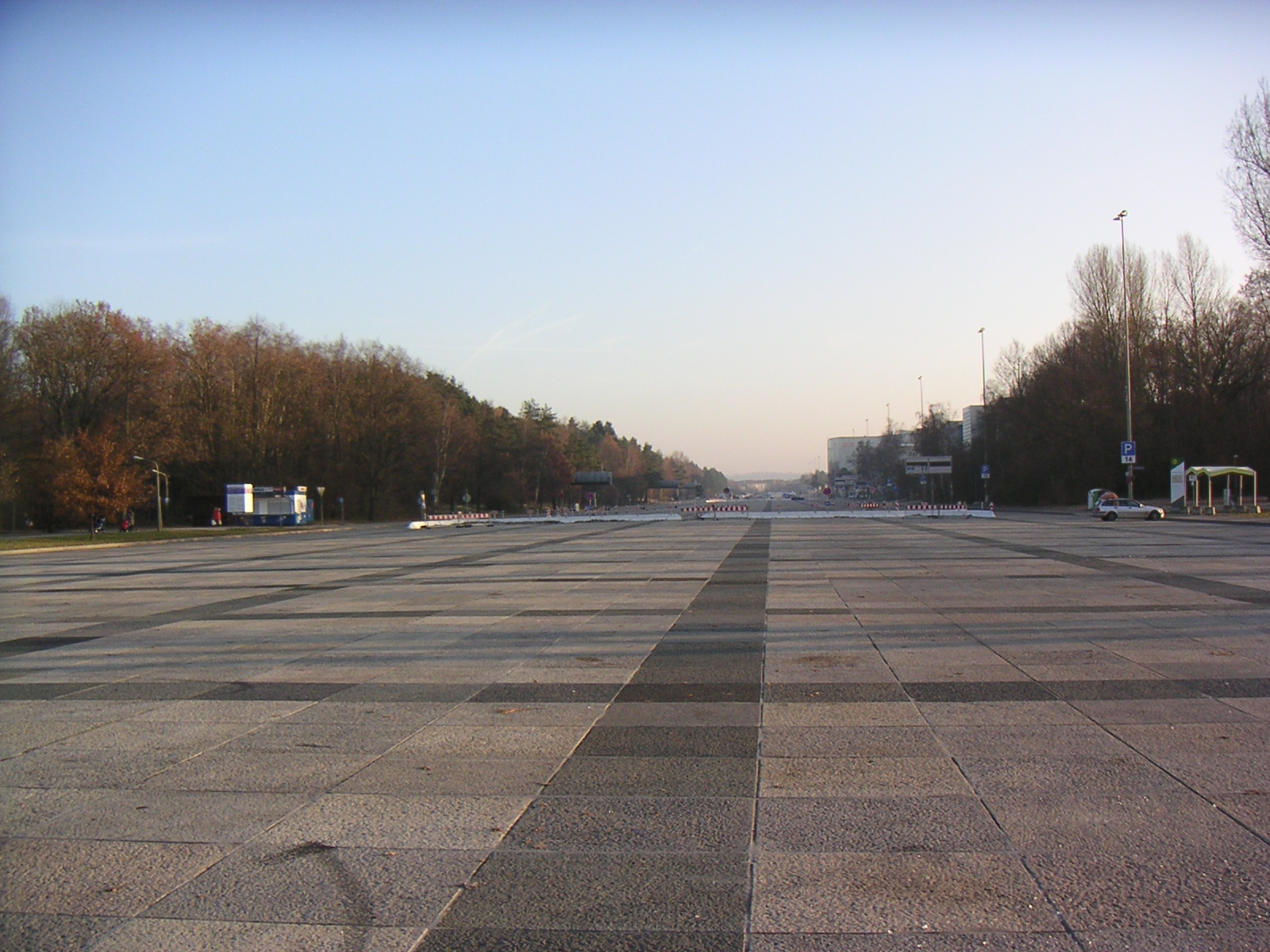
Große Straße

Große Straße (Wielka Droga) ma prawie dwa kilometry długości i czterdzieści metrów szerokości. Miała to być główna oś terenu zjazdów i miała służyć paradom wojskowy Wehrmachtu. Biegnie jako północno-wschodnie przedłużenie drogi w kierunku zamku w Norymberdze. Miało to stworzyć relację między rolą Norymbergi w III Rzeszy i w czasach średniowiecznych.
Droga prowadziła od nowej Hali Kongresowej do Märzfeld. Prace budowlane rozpoczęto w 1935 r. a ukończono w 1939 r. (w związku z wybuchem wojny nigdy nie została użyta do żadnej parady wojskowej, a ostatni zjazd odbył się w 1938 roku). Droga jest wykonana z granitowego bruku w czarnym i szarym kolorze. Reprezentacyjny portal wejściowy miał składać się z dwóch obelisków na północno-zachodnim końcu drogi, lecz plan nie został zrealizowany. W pobliżu wejścia do Deutsches Stadion miała stanąć trybuna dla rządu i generałów, skąd mieli przyjmować honory od jednostek Wehrmachtu.
Po wojnie droga była używana przez US Army jako tymczasowe lotnisko. Obecnie używana jako okazjonalny parking podczas większych wystaw i targów.

### Zeppelinfeld

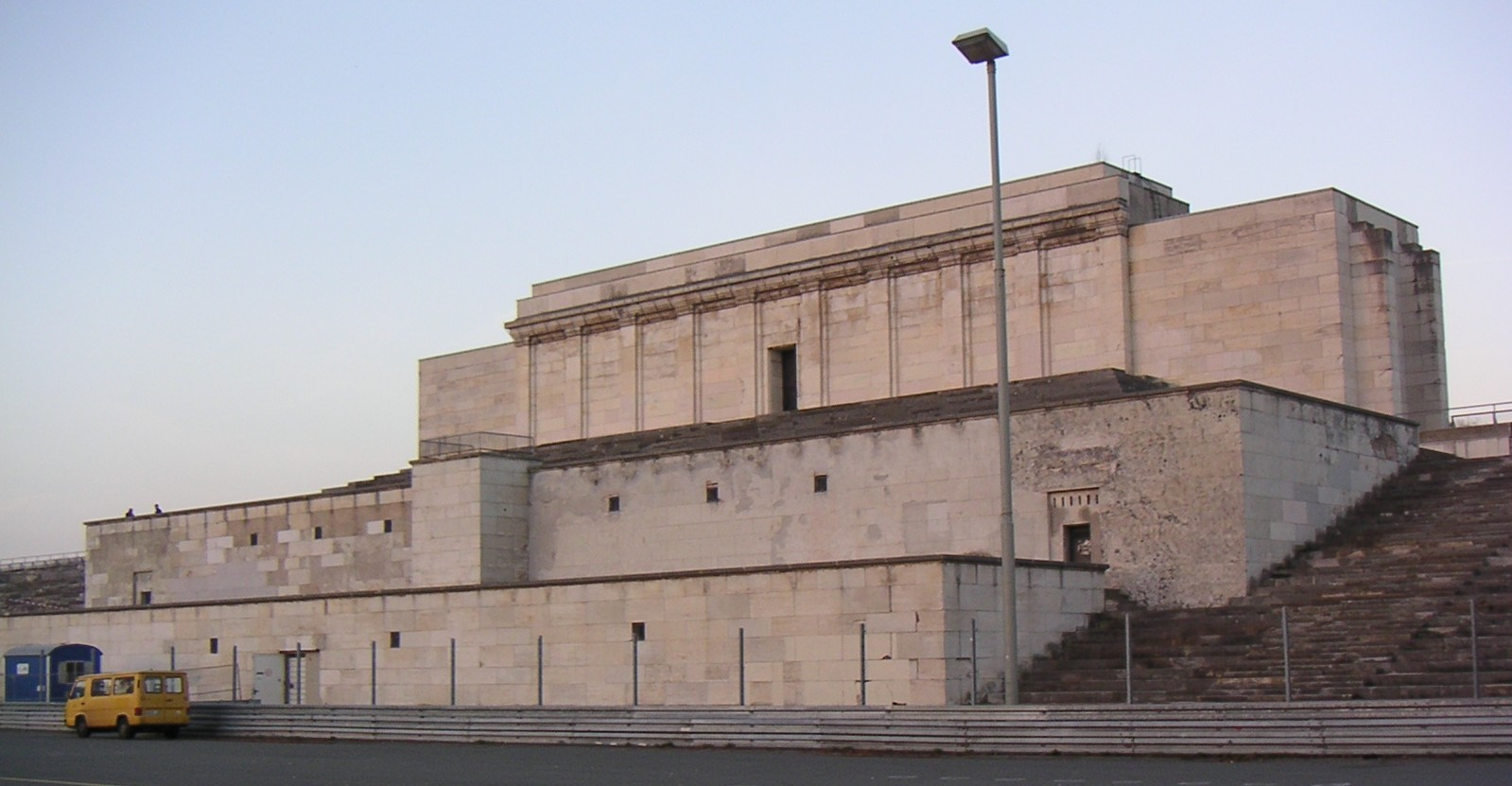
Haupttribüne w roku 2004

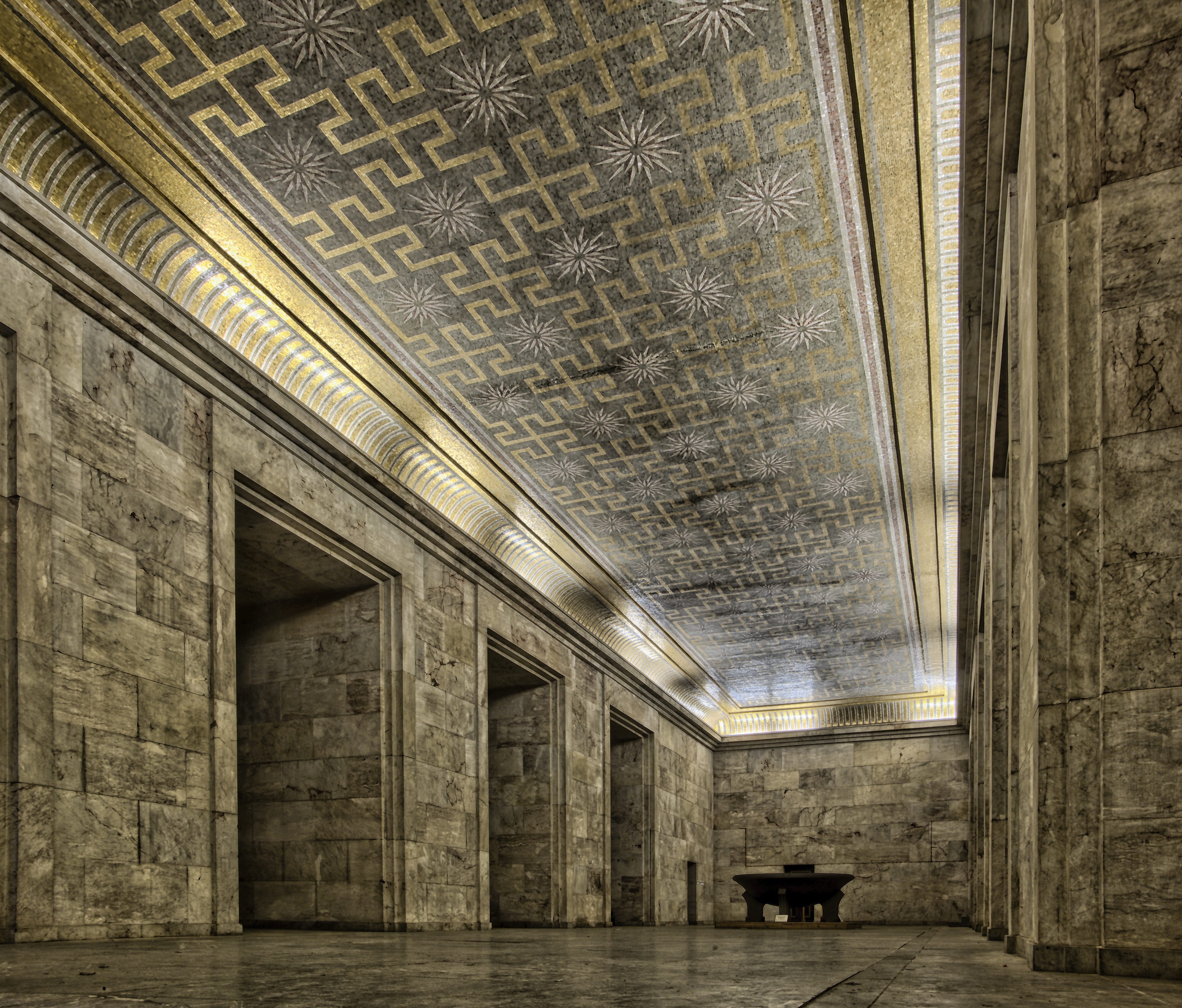
Goldener Saal

Zeppelinfeld jest ulokowany po wschodniej stronie Wielkiej Drogi. Przeznaczenie było podobne jak w przypadku Luitpoldareny. Zawiera wielką trybunę (Zeppelinhaupttribüne) o szerokości 360 metrów i mniejszą trybunę. Projekt trybuny był jednym z pierwszych wykonanych przez Alberta Speera dla nazistów i był inspirowany Wielkim Ołtarzem Zeusa. Trybuna jest znana z powojennego filmu, na którym wysadzana jest swastyka, która górowała nad trybuną. Nazwa „Zeppelinfeld” pochodzi od Ferdinanda von Zeppelina, który w sierpniu 1909 roku wylądował tu jednym ze swoich statków powietrznych (LZ6).
Od 1947 do 1995 roku Nurnberg American High School używała pola do footballu amerykańskiego i piłki nożnej. W 1970 kolumny trybuny, przez lata były zaniedbane, zostały zniszczone ze względów bezpieczeństwa. Reszta trybuny jest nienaruszona i jest używana jako centralna część toru wyścigowego. Dwukrotnie w latach osiemdziesiątych miał tu miejsce festiwal Monsters of Rock. Pozostała część pola przeznaczona jest dla kempingów.
Wit Jaworski napisał w 1984 dwa wiersze poświęcone temu obiektowi: "Pole Zeppelina (I)" i "Pole Zeppelina (II)".

### Deutsches Stadion

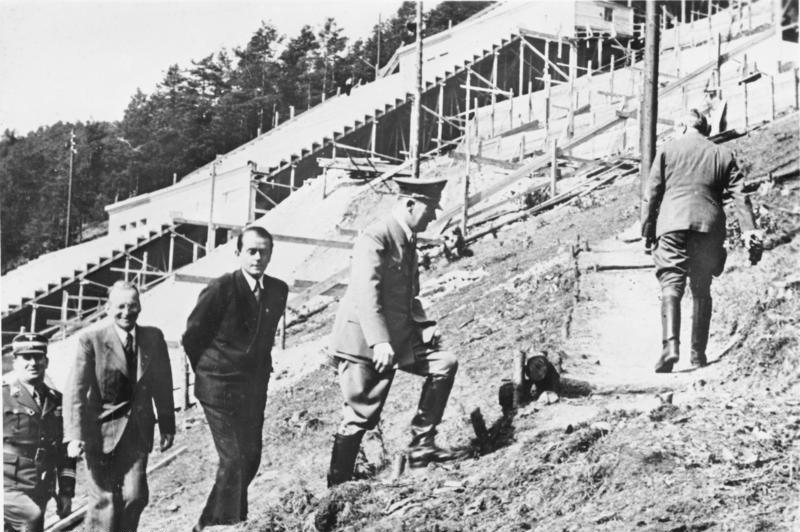
Deutsches Stadion

Deutsches Stadion – stadion zaprojektowany przez Alberta Speera, miał być największym tego typu obiektem na świecie. Inspirowany był stadionem Panathinaiko w Atenach. Miał być w kształcie końskiej podkowy i mieć 800 m szerokości, 450 długości, 90 m wysokości, zajmować 350 tys. metrów kwadratowych i pomieścić 400 000 ludzi.
Kamień węgielny został położony 9 lipca 1937 roku. Miał zostać ukończony na kongres w 1945 roku. W 1938 roku rozpoczęto wykopy pod budowę stadionu, przerwano prace w 1939 r. po wybuchu wojny. Pomimo trwającej wojny, wykop był regularnie osuszany z powodu napływających wód gruntowych. Po wojnie jednak północna część wypełniła się wodą tworząc Silbersee (srebrne jezioro), południowa część wykopu była miejscem składowania gruzów ze zniszczonej Norymbergi.

### Märzfeld
Märzfeld był to duży reprezentacyjny plac przeznaczony do parad Wehrmachtu. Położony był na południowym końcu Wielkiej Drogi. Wymiary Märzfeld to 955 na 610 metrów, czyli więcej niż osiemdziesiąt boisk piłkarskich. Nazwa związana była podobno z tym, że Niemcy odzyskały swoją militarną suwerenność w marcu 1935 roku (słowo „März” oznacza w języku niemieckim marzec, co więcej słowo to zarówno w j. angielskim, jak i niemieckim wywodzi się od rzymskiego boga wojny – Marsa. Ponadto słowo Märzfeld stanowi aluzję do Obozu Martius w Rzymie).
Obiekt, którego budowa ruszyła w 1938 roku nigdy nie został ukończony. W planach było postawienie dwudziestu czterech wież o wysokości ok. 40 metrów. Zbudowano ich tylko jedenaście i zostały zniszczone w 1966 roku. Trybuny miały pomieścić ok. 160 tys. widzów. Na głównej trybunie miały stanąć pomniki bogini zwycięstwa i bogini wojowników.
Dzisiaj teren jest osiedlem mieszkaniowym, które rozszerza się w kierunku południowym, gdzie kiedyś było pole namiotowe używane podczas zjazdów.

## Miasto KdF
W północno-wschodniej części terenu zjazdów powstało KdF-Stadt. W drewnianej ekspozycji wystawiano produkty regionalne i organizowano wydarzenia o charakterze rekreacyjnym. Kraft durch Freude organizowało czas wolny niemieckich pracowników.